# Stabilità dell'aria
 La stabilità dell'aria è una caratteristica dell'atmosfera da cui dipende la maggior parte dei fenomeni legati a movimenti verticali dell'aria, quali la formazione di nubi a sviluppo verticale o nubi convettive.
 

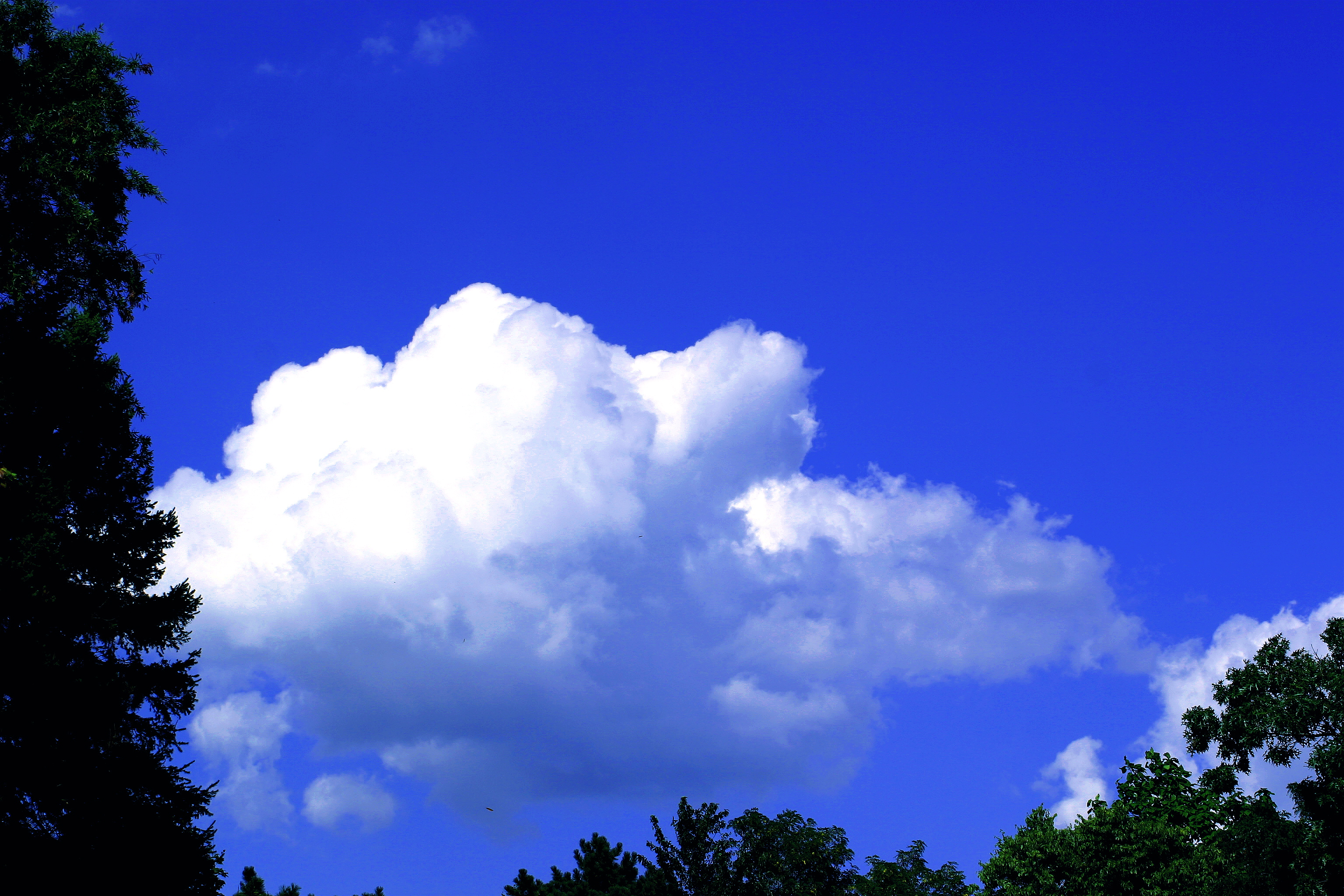
Nube cumuliforme creata da una colonna d'aria in salita

La stabilità dell'aria dipende dal gradiente termico verticale (la variazione della temperatura dell'aria con la quota, rappresentata dalla curva di stato).

## Analisi matematica
Si consideri una particella d'aria. Essa avrà per definizione pressione uguale a quella dell'aria circostante, mentre temperatura e densità saranno libere di variare.
Se la particella si sposta secondo un gradiente adiabatico secco per un tratto {\displaystyle \Delta z} (che può essere positivo o negativo), la pressione a cui è sottoposta sarà quella della quota a cui si trova, ma si ritroverà una densità proveniente dall'equazione dei gas perfetti. 
Essa risulterà in genere diversa da quella dell'aria circostante a causa del fatto che il gradiente di temperatura reale non è uguale a quello adiabatico secco e quindi la temperatura della particella sarà diversa da quella delle altre particelle:
{\displaystyle P=\rho R_{d}T\quad ;\quad P=\rho ^{\prime }R_{d}T^{\prime }}
{\displaystyle \rho ={\frac {P}{R_{d}T}}\quad ;\quad \rho ^{\prime }={\frac {P}{R_{d}T^{\prime }}}\quad \to \quad \rho ^{\prime }=\rho (z+\Delta z)}
dove {\displaystyle R_{d}=R/M} con R costante dei gas perfetti ed M la massa di una kilomole. Questa è la costante valida per l’aria secca e differisce da quella con contenuto d'acqua per il peso. 
Di conseguenza sarà soggetta alla forza di Archimede, che qui viene espressa per unità di massa:
{\displaystyle {\frac {F}{m}}=-(\rho ^{\prime }-\rho ){\frac {V}{m}}g=-{\frac {(\rho ^{\prime }-\rho )}{\rho }}g\sim -{\frac {1/T^{\prime }-1/T}{1/T}}g=-{\frac {T-T^{\prime }}{T^{\prime }}}g\sim -{\frac {T-T^{\prime }}{T}}}
Da notare che la prima approssimazione riguarda proprio l'uso di una costante R uguale per l'aria reale e l'aria secca. Per la seconda approssimazione la differenza tra T e T' è molto piccola e dunque può essere trascurata al denominatore; tuttavia non si trascura al numeratore perché è proprio la differenza che si vuole indagare.
Ora, se lo spostamento 
Δz è infinitesimo, possiamo sviluppare in serie T e T' intorno a {\displaystyle z_{0}}, che assumiamo essere il punto di partenza della particella d'aria.
{\displaystyle T=T(z_{0}+\Delta z)\sim T(z_{0})+{\frac {dT}{dz}}\Delta z=T_{0}-\Gamma \Delta z}
{\displaystyle T^{\prime }=T^{\prime }(z_{0}+\Delta z)\sim T(z_{0})+{\frac {dT^{\prime }}{dz}}\Delta z=T_{0}-\Gamma _{d}\Delta z}
dove {\displaystyle \Gamma } e {\displaystyle \Gamma _{d}} sono rispettivamente il gradiente di temperatura reale e il gradiente adiabatico secco.
Sostituendo le espressioni di T e T' nell'equazione che descrive la forza si ottiene:
{\displaystyle {\frac {F}{m}}\sim -g{\frac {\Gamma _{d}-\Gamma }{T}}\Delta z}

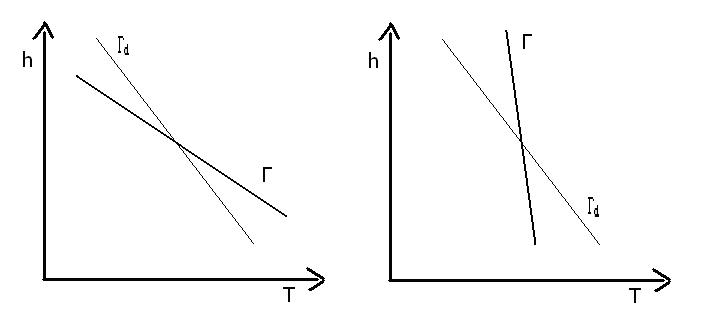
Nel grafico a sinistra l'atmosfera staticamente instabile, a destra invece l’atmosfera staticamente stabile

Ecco ricavata l'equazione necessaria a comprendere il concetto di stabilità atmosferica:
- se {\displaystyle \Gamma <\Gamma _{d}} il segno della forza è opposto a quello dello spostamento e quindi agisce come forza elastica di richiamo riportando la particella nella posizione iniziale, ragion per cui tale condizione è detta di stabilità. È chiaro che questo vale anche quando la particella contiene degli inquinanti ed in tal caso questa è la condizione peggiore per la loro dispersione[2].
- se {\displaystyle \Gamma _{d}<\Gamma } la forza e lo spostamento hanno verso concorde e quindi la forza va ad accentuare ulteriormente lo spostamento della particella. Questa condizione è detta di instabilità ed è la situazione migliore per la dispersione degli inquinanti, in quanto sono liberi di salire in quota[2].

Le grandi masse d'aria con diversi valori di temperatura e umidità non si mescolano mai in modo soddisfacente, quindi possono essere considerate come se fossero contenute in recipienti isolati.
Il diagramma a lato rappresenta le due condizioni: a sinistra l'atmosfera staticamente instabile, in cui il gradiente reale ha una pendenza minore del gradiente adiabatico secco; a destra invece l'atmosfera staticamente stabile, che si verifica quando il gradiente reale presenta una pendenza maggiore del gradiente adiabatico secco.

## Possibili condizioni di stabilità
A seconda del valore del gradiente termico verticale reale, si possono verificare tre diverse condizioni.
Per avere un riferimento, il gradiente adiabatico secco vale 0,009 K/m mentre il gradiente di temperatura che si trova normalmente in atmosfera è di circa 0,006-0,007 K/m.

### Inversione termica

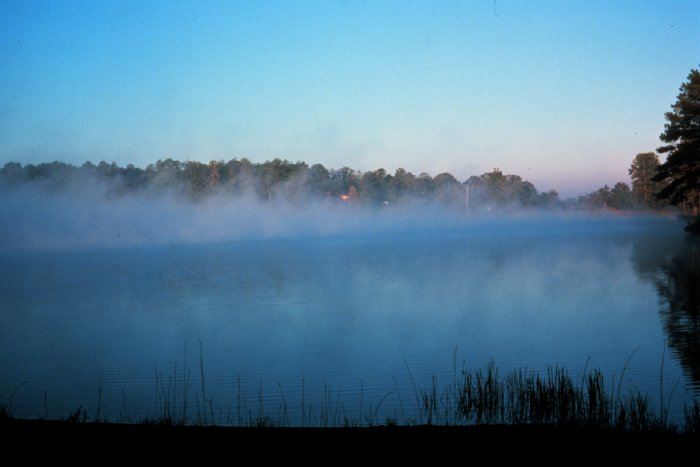
Nebbia in una valle montana, tipico effetto di un'inversione termica

Le inversioni termiche corrispondono a condizioni di stabilità molto elevata, in cui addirittura il gradiente reale ha una pendenza positiva. Queste condizioni possono verificarsi per una molteplicità di fattori:
- Raffreddamento del suolo: il caso tipico è di notte, quando si verifica emissione radiativa netta da parte del suolo. In questa situazione lo strato di inversione arriva a circa 50-100 m.

Altra possibilità è il raffreddamento per evaporazione, che si verifica durante una giornata di bel tempo, ed a questo è riconducibile l'effetto oasi.
- Riscaldamento dell'aria sovrastante: si verifica in svariate situazioni: fra queste, in tempo di anticiclone spesso accade che l'aria viene compressa verso il basso alla velocità di 1 km al giorno. Se l'aria non è satura si riscalda lungo il gradiente adiabatico secco {\displaystyle \Gamma _{d}}, lasciando l'aria sovrastante più fredda.

Altra situazione di questo tipo si ha quando dell'aria calda, che arriva da una montagna, ridiscendendo il pendio incontra una massa d'aria fredda in pianura: in questo caso è possibile che le due masse d'aria non si mescolino, lasciando una situazione di inversione termica.
- Avvezione: si ha quando un fronte d'aria calda incontra un fronte d'aria fredda più lento. Se il primo anche procede lentamente si ha una salita molto lenta, creando in prossimità del punto di incontro un punto di inversione molto basso.

L'inversione termica è la situazione peggiore dal punto di vista della dispersione degli inquinanti perché il punto di inversione costituisce una barriera oltre la quale avvengono scambi d'aria. Ne consegue che questa condizione è tanto peggiore quanto più bassa è la linea dell'inversione.

### Stabilità ed Instabilità
Se il gradiente termico verticale reale è maggiore del gradiente adiabatico secco (la variazione della temperatura dell'aria secca in movimento verticale), l'aria è instabile, mentre se è minore, l'aria è stabile.
L'aria, infatti, salendo si raffredda - e scendendo si riscalda - in modo costante secondo il gradiente termico verticale. 
Allo stesso modo, riscaldando una massa d'aria essa si espande e divenendo meno densa inizia a salire. 
Se salendo si raffredda meno velocemente di quanto si raffredda l'aria circostante in cui si sta muovendo, l'aria in salita sarà sempre più calda di quella circostante, e continuerà a salire sempre più velocemente. Questa salita proseguirà fino alla stratosfera, ove il brusco aumento della temperatura fermerà la salita.
Viceversa se l'aria in salita si raffredda più velocemente di quella circostante, ad un certo punto raggiungerà la stessa temperatura di quest'ultima e si fermerà. 
Nelle giornate di aria instabile si avranno quindi forti moti verticali dell'aria, mentre nelle giornate di stabilità i moti verticali saranno più deboli quando non del tutto assenti
Ovviamente la stabilità dell'aria influenza sia la salita che la discesa dell'aria allo stesso modo.

## La formazione delle nubi

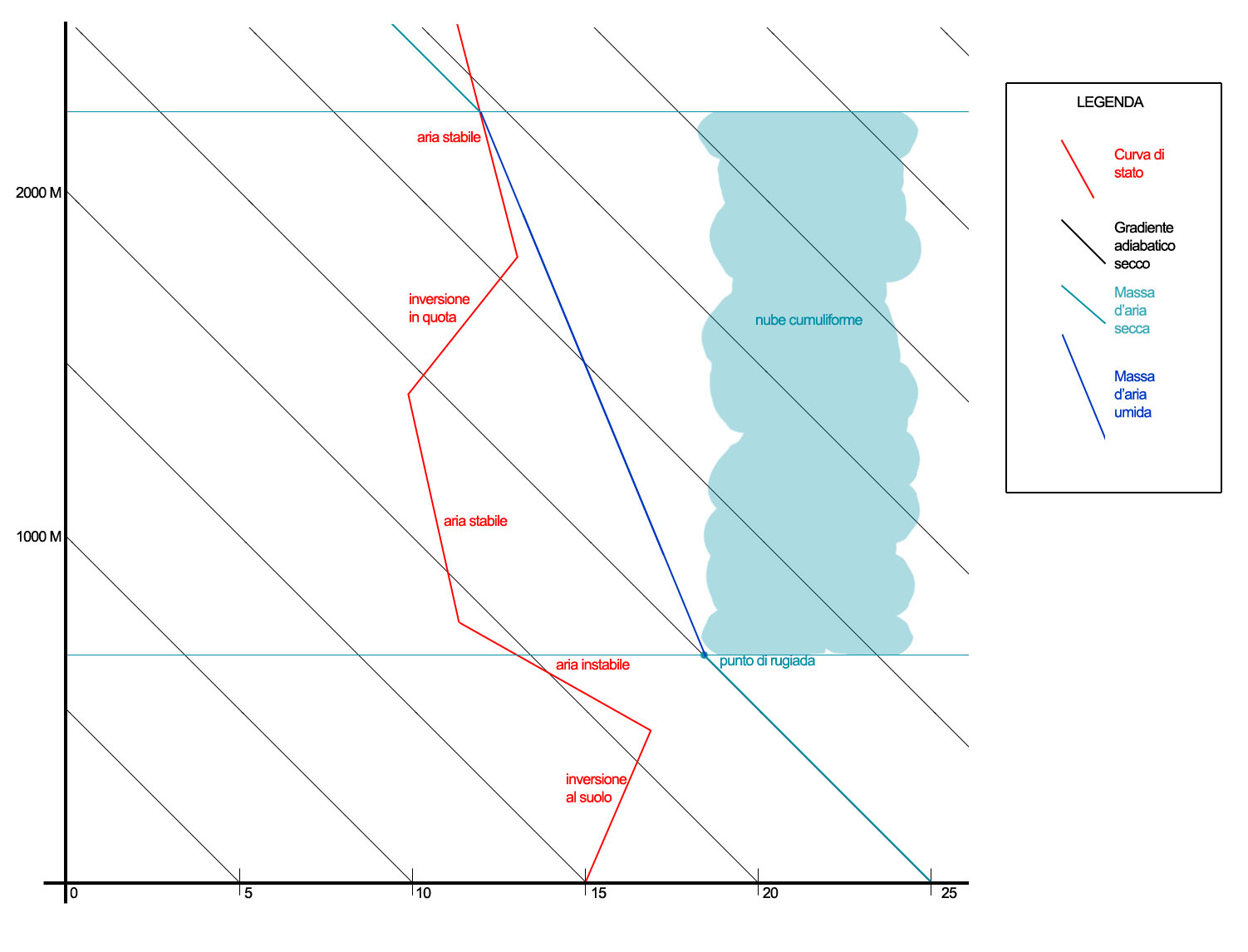
Schema della corrente ascensionale. Illustra il legame tra stabilità atmosferica e formazione delle nubi.

In una condizione di temperatura al suolo di 15 °C, una bolla d'aria riscaldata a 25 °C si stacca da terra generando una corrente ascensionale che sale di quota raffreddandosi secondo il gradiente adiabatico secco. 
L'aria fredda ha, rispetto all'aria calda, una minore capacità igroscopica - può, cioè, contenere meno acqua - e quindi l'aria in salita raffreddandosi perde parte della sua capacità di contenere acqua. La si può pensare idealmente come una spugna, ed il raffreddamento ha un effetto analogo a quello di strizzare la spugna.
L'aria ad un certo punto non potrà più contenere vapore acqueo (e quindi acqua) - si parla in questo caso di "raggiungimento del punto di rugiada" - le particelle d'acqua quindi condenseranno, formando una nube visibile.
La massa d'aria umida inizierà ora ad emettere il suo calore latente ed a salire più velocemente secondo il gradiente adiabatico saturo.
La nube si svilupperà verso l'alto assumendo la tipica conformazione cumuliforme. 
La massa d'aria continuerà a salire fino a che la sua temperatura non sia uguale a quella dell'aria sottostante. A questo punto, venendo a mancare la spinta di galleggiamento, si fermerà.
È interessante notare che nelle giornate di instabilità la bolla d'aria dell'esempio rimarrà sempre più calda dell'aria circostante, e la sua salita si arresterà solo al raggiungimento della stratosfera. Le nubi sviluppate in questo modo si chiamano cumulonembi. Fra tutte le nubi, i cumulonembi sono le più pericolose per il volo, soprattutto quello senza l'ausilio del motore come il volo a vela e il volo libero. Gli aerei di linea e quelli più avanzati possiedono, infatti, dei radar meteorologici in grado di rilevare la presenza di tali formazioni e permettere al pilota di evitarle.